# Siphocampylus corymbiferus
Siphocampylus corymbiferus är en klockväxtart som beskrevs av Johann Baptist Emanuel Pohl. Siphocampylus corymbiferus ingår i släktet Siphocampylus och familjen klockväxter. Inga underarter finns listade i Catalogue of Life.